# Dicoma
Dicoma je rod glavočika smješten u tribus Dicomeae, potporodica Dicomoideae. Postoji preko 30 priznatih vrsta raširenih po Africi, Madagaskaru i dijelovima Azije (uglavnom Arapski i Indijski poluotok).

## Vrste
1. Dicoma aethiopica S.Ortiz & Rodr.Oubiña
2. Dicoma alemannii-mazzocchii Chiov.
3. Dicoma anomala Sond.
4. Dicoma antunesii O.Hoffm.
5. Dicoma bangueolensis Buscal. & Muschl.
6. Dicoma capensis Less.
7. Dicoma chatanensis N.Kilian
8. Dicoma cuneneensis Wild
9. Dicoma dinteri S.Moore
10. Dicoma elegans Welw. ex O.Hoffm.
11. Dicoma foliosa O.Hoffm.
12. Dicoma fruticosa Compton
13. Dicoma galpinii F.C.Wilson
14. Dicoma gillettii Rodr.Oubiña & S.Ortiz
15. Dicoma hindiana S.Ortiz & Rodr.Oubiña
16. Dicoma incana  O.Hoffm.
17. Dicoma kurumanii S.Ortiz & Netnou
18. Dicoma macrocephala DC.
19. Dicoma montana Schweick.
20. Dicoma nachtigalii O.Hoffm.
21. Dicoma niccolifera Wild
22. Dicoma obconica S.Ortiz
23. Dicoma paivae S.Ortiz & Rodr.Oubiña
24. Dicoma picta (Thunb.) Druce
25. Dicoma popeana S.Ortiz & Rodr.Oubiña
26. Dicoma prostrata Schweick.
27. Dicoma schimperi (DC.) Baill. ex O.Hoffm.
28. Dicoma schinzii O.Hoffm.
29. Dicoma scoparia Rodr.Oubiña & S.Ortiz
30. Dicoma somalense S.Moore
31. Dicoma squarrosa Wild
32. Dicoma swazilandica S.Ortiz, Rodr.Oubiña & Pulgar
33. Dicoma thuliniana S.Ortiz, Rodr.Oubiña & Mesfin
34. Dicoma tomentosa Cass.